# Козинська сільрада (Курська область)
Козинська сільрада — муніципальне утворення зі статусом сільського поселення в Рильському районі Курської області.
Адміністративний центр — село Козине.

## Історія
Статус та межі сільради встановлено Законом Курської області від 21 жовтня 2004 року № 48-ЗКО «Про муніципальні утворення Курської області» .
Законом Курської області від 26 квітня 2010 року № 26-ЗКО до складу сільради включено населені пункти скасованої Локотської сільради.
З села Городище військові РФ періодично обстрілюють українські прикордонні території в Глухівській міській громаді.

## Населення
| Чисельність населення | Чисельність населення | Чисельність населення | Чисельність населення | Чисельність населення | Чисельність населення | Чисельність населення |
| 2002                  | 2010                  | 2012                  | 2013                  | 2014                  | 2015                  | 2016                  |
| --------------------- | --------------------- | --------------------- | --------------------- | --------------------- | --------------------- | --------------------- |
| 898                   | ↗1065                 | ↘1019                 | ↘997                  | ↘969                  | ↗970                  | ↘933                  |
| 2017                  | 2018                  | 2019                  | 2020                  | 2021                  |                       |                       |
| ↘910                  | ↘883                  | ↘842                  | ↗843                  | ↘838                  |                       |                       |

## Склад сільського поселення
| № | Населений пункт   | Тип населеного пункту        | Населення |
| - | ----------------- | ---------------------------- | --------- |
| 1 | Городище          | село                         | ↘155      |
| 2 | Козино            | село, адміністративний центр | ↘484      |
| 3 | Красний Передовик | хутір                        | ↘0        |
| 4 | Локоть            | село                         | ↘380      |
| 5 | Реза              | хутір                        | ↘31       |
| 6 | Рубежов           | хутір                        | ↘4        |
| 7 | Титов             | хутір                        | ↘11       |